# (6231) Hundertwasser
(6231) Hundertwasser est un astéroïde de la ceinture principale.

## Description
(6231) Hundertwasser est un astéroïde de la ceinture principale. Il fut découvert le 20 mars 1985 à l'Observatoire Kleť par Antonín Mrkos. Il présente une orbite caractérisée par un demi-grand axe de 2,47 UA, une excentricité de 0,14 et une inclinaison de 9,4° par rapport à l'écliptique.

## Compléments